# 50 Connaught Road Central
La 50 Connaught Road Central est un gratte-ciel de 136 mètres de hauteur situé à Hong Kong en Chine. Il a été construit de 2009 à 2011 et abrite des bureaux desservis par 5 ascenseurs.
L'immeuble a été conçu par l'agence britannique Aedas et par l'agence de l'américain Robert A. M. Stern dont c'est le premier gratte-ciel en Asie.